# Anopheles hunteri
Anopheles hunteri är en tvåvingeart som först beskrevs av Hugh Edwin Strickland 1916.  Anopheles hunteri ingår i släktet Anopheles och familjen stickmyggor. Inga underarter finns listade i Catalogue of Life.